# Elena Gago
María Elena Fernández-Gago Díaz, conocida como Elena Gago, (La Coruña, c.1940-ibídem, 27 de julio de 2011) fue una pintora española que formó parte de la generación de artistas que renovó la pintura gallega en la década de los años 60 del siglo XX.

## Trayectoria
Gago se formó en la academia de la pintora gallega Lolita Díaz Baliño de La Coruña junto a otras renovadoras del arte gallego como María Antonia Dans, que adquirieron popularidad en los años sesenta. En esta escuela de arte adquirió el dominio del carboncillo y comenzó a pintar delicadas acuarelas florales. Después estudió composición y colorido en la Real Academia de Bellas Artes de San Fernando y en el Círculo de Bellas Artes de Madrid. Siguió ampliando sus conocimientos mientras viajaba por diversos países. También estudió música y danza.
La artista se encuentra enmarcada en la generación de artistas gallegos que pasaron del vanguardismo, como Maruja Mallo, Julia Minguillón, Colmeiro, Seoane o Souto y aquellos que impulsaron la renovación artística de los años cincuenta y sesenta del siglo XX, como María Antonia Dans, Mercedes Ruibal, Victoria de la Fuente, Lago Rivera, José María de Labra, Luis Caruncho, Tenreiro o Alejandro González Pascual.
Falleció en su ciudad natal el 27 de julio de 2011.

## Obra
Realizó su primera exposición en 1959. Su producción artística está representada en colecciones gallegas, españolas y también extranjeras. Durante los años setenta la obra de Gago tuvo repercusión internacional, exponiendo en países como Japón, Estados Unidos, Bélgica, Suiza o Alemania.
La obra de Gago se caracterizaba por su realismo minucioso y de extrema perfección, cercana a la técnica puntillista, de estructura geométrica, polígonos exactos y planos contrastados. Trabajaba principalmente con óleo en barras, consiguiendo texturas de ambientes que parecen inhabitados, con luces tamizadas y tonos ocres, amarillos, azules y carmines tenues. Dota a sus cuadros de profundidad y sensación de distancia gracias a su representación de espacios interiores donde se acentúa la perspectiva del suelo y las paredes. Gago representaba un universo de evocaciones, ensueños y vivencias imprecisas en paisajes u objetos cotidianos que utilizaba como tema principal, como ventanas, dormitorios, salones, sillas o camas como e, incluso, algunos desnudos de su etapa inicial o de naves industriales que eran más frecuentes al final de su trayectoria artística.
Además de su producción artística, Gago fue conferenciante y publicó ensayos sobre arte.

## Reconocimientos
Su pintura recibió críticas de otros reconocidos artistas y autores como los escritores Miguel González Garcés, Camilo José Cela, Álvaro Cunqueiro y José Hierro, y el músico Fernando Mon. Gago fue la única artista que expuso dos veces en el Palacio de Exposiciones Kiosco Alfonso (en 1987 y 2007). En marzo de 2019 parte de su obra fue incorporada al Museo de Bellas Artes de La Coruña.
La Fundación Juan March, la Colección Fenosa, el Consulado Español de Ginebra, el Ministerio de Asuntos Exteriores, la embajada española en Brasilia, el Museo Internacional de Lanzarote o el Museo Español de Arte Contemporáneo de Madrid tienen obra de la artista. 